# Gregarinidra inarmata
Gregarinidra inarmata är en mossdjursart som först beskrevs av Walter Douglas Hincks 1881.  Gregarinidra inarmata ingår i släktet Gregarinidra och familjen Flustridae. Inga underarter finns listade i Catalogue of Life.